# マッシモ・タイービ
マッシモ・タイービ（Massimo Taibi, 1970年2月18日 - ）は、イタリア・シチリア州パレルモ県パレルモ出身の元サッカー選手。現役時代のポジションはGK。

## 経歴
至近距離からのシュートに強く、派手なセービングから味方の士気を上昇させることに長けていた。その存在感からリーダーシップを発揮し、チームのキャプテンを任されることもあった。
キャリアの大半を小クラブで過ごしたせいか、イタリア代表には縁がなかった。
現役引退後は各クラブでフロント入りし、2018年5月にはウルブス・レッジーナ1914のスポーティングディレクターに就任した。

## エピソード
セリエA史上2人目のゴールキーパーによる得点者としても知られる。アディショナルタイムにおけるヘディングでのこのゴールは、当時所属していたレッジーナ・カルチョを2-1の勝利に導いた（1人目は元ユヴェントスFCのミケランジェロ・ランプッラ）。

## タイトル
リカータ
- セリエC : 1987-88

ミラン
- UEFAスーパーカップ : 1990
- インターコンチネンタルカップ : 1990

マンチェスター・U
- インターコンチネンタルカップ : 1999